# Hülegü

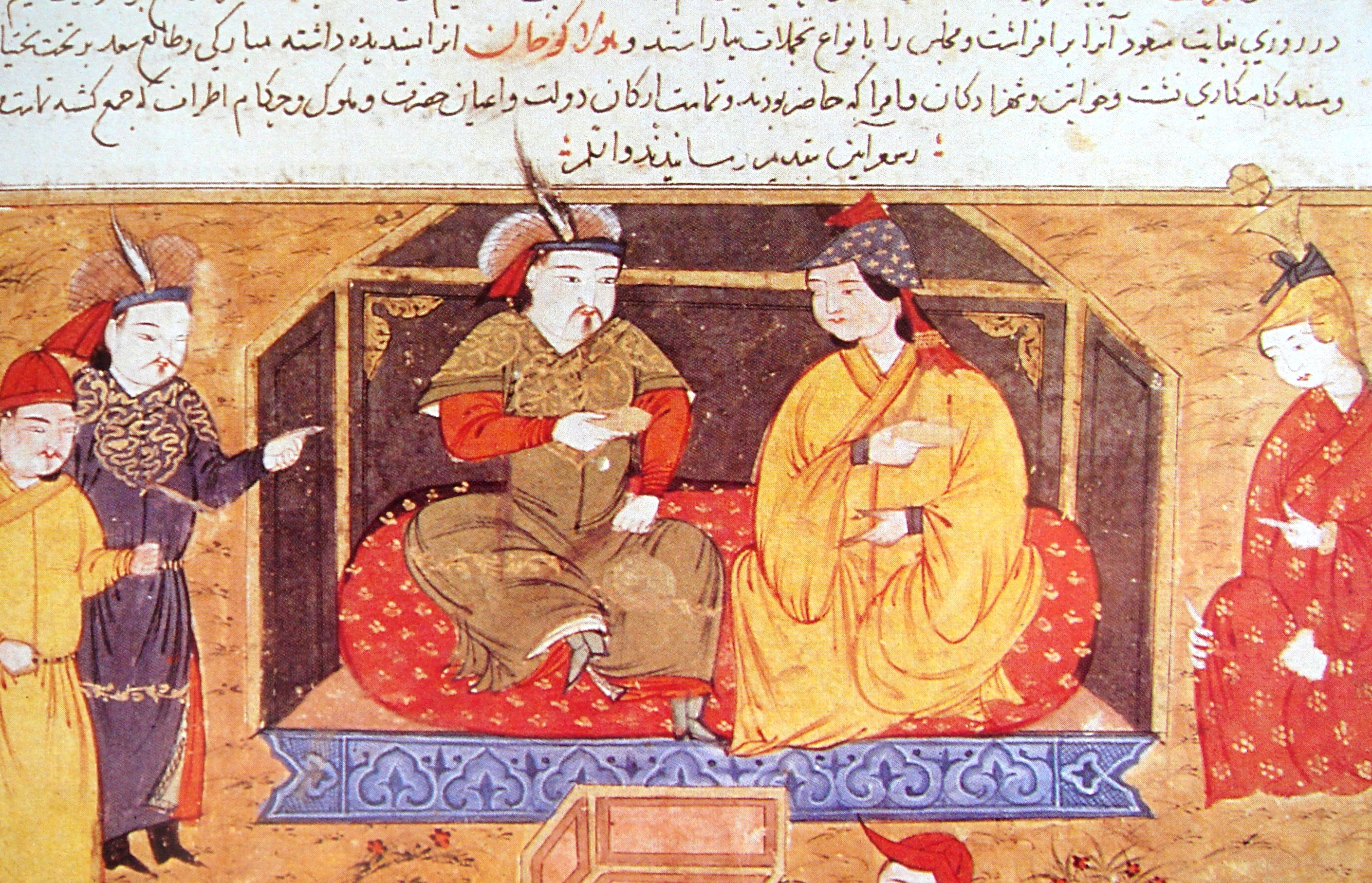
Hülegü khan med sin drottning Dokuz Kathun

Hülegü (mongoliska: Хүлэгү; turkiska: Hülâgü; kinesiska: 旭烈兀; arabiska: هولاكو خان), född cirka 1217, död 1265, var khan av Il-khanatet. Han var son till Tolui och Sorghaghtani Beki, sonson till Djingis khan och bror till Khubilai khan och regerade 1253–1265 över Mongolväldets södra delar, ungefärligen motsvarande dagens Iran, Irak och Afghanistan.

## Fälttåg
Hülegü beordrades år 1255 av sin bror storkhanen Möngke att förinta det Abbasidiska kalifatet och de andra islamiska statsbildningar som då fanns i Mellanöstern. Omkring en femtedel av Mongolväldets vapenföra män lär ha rekryterats för hans fälttåg. Hülegü besegrade assassinerna år 1256, sekten kapitulerade efter att mongolerna belägrat deras fästning vid Alamut. Den siste stormästaren Rukn al-Din Khurshah avrättades på order av Hülegü. Han besegrade även lurerna i södra Iran innan han fortsatte mot nästa mål.

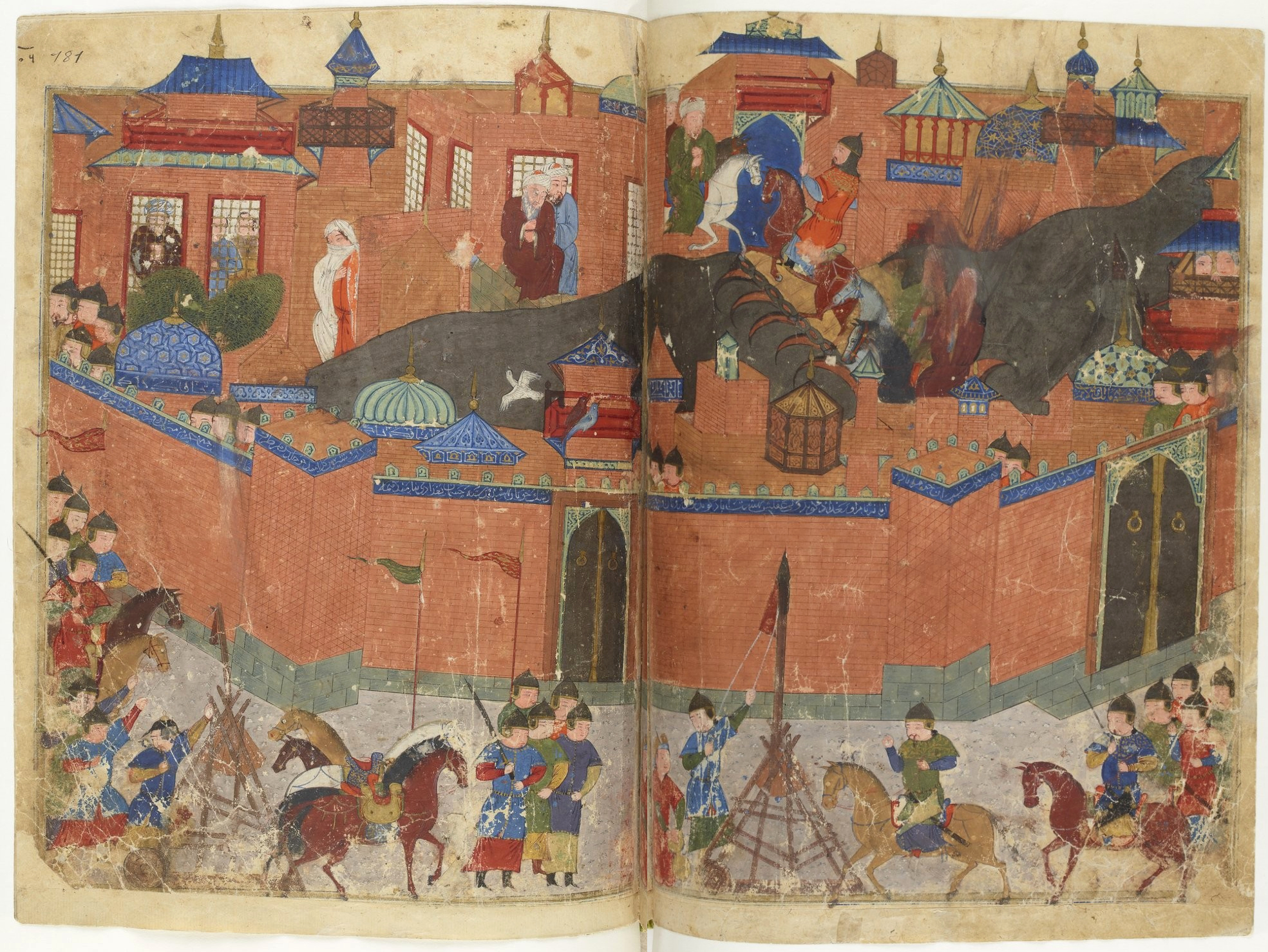
Mongolernas här belägrar Bagdad år 1258

### Belägringen av Bagdad
Han belägrade Bagdad år 1258 efter att kalifen Al-Musta'sim vägrat kapitulera och underkasta sig mongolisk överhöghet. Detta lär ha berott på storvisiren som av någon anledning, förräderi eller inkompetens, försäkrade kalifen att staden var säker. När staden erövrades påstår samtida källor att han skonade de kristna (hans mor var kristen) men lät döda en stor del av stadens övriga befolkning (enligt dåtida källor 800 000 personer). Kalifen skall ha tillfångatagits men Hülegü ville inte "spilla kungligt blod". Kalifen ska ha lagts i en skinnsäck, varefter han krossades av slag med påkar eller mongolernas hästar tills inget ben i hans kropp var obrutet. Marco Polo skrev i Il Milione att kalifen helt enkelt fick svälta ihjäl. Oavsett vilket så totalförstördes Bagdad, bland annat det stora biblioteket Visdomens hus, moskéer, palats och andra byggnader raserades. Mellan 90 000 och en miljon invånare beräknas ha massakrerats av mongolerna när Abbasidiska kalifatets huvudstad snabbt avfolkades.

### Härjningar i Syrien
Efter erövrandet av Bagdad dröjde det inte länge förrän regionens mindre stater snabbt försäkrade mongolerna om sin lojalitet och trohet. Tillsammans med två kristna vasallstater, Armeniska kungadömet Kilikien och Furstendömet Antiokia, invaderade Hülegü de syriska länderna. År 1260 erövrade man Aleppo och sedan Damaskus där störtade den styrande ayyubidiska dynastin.
Hülegü hade planerat att konfrontera nästa muslimska stat, Mamluksultanatet i Kairo, men eftersom Möngke hade dött år 1259 tvingades Hülegü ställa in invasionen av Egypten och återvända till Karakorum för att ta delta i valet av ny storkhan. 10 000 mongoliska ryttare under den kristne generalen Kitbuqa Noyan lämnades att ockupera Syrien. En garnison på 1000 mongoler stationerades även i Gaza. Försvagade och utsatta var de kvarlämnade mongoliska styrkorna inte kapabla att bibehålla ockupationen av de syriska länderna. De besegrades av mamlukerna vid slaget vid Ain Jalut den 3 september 1260.

### Återvändo hem
Efter denna förlust återvände Hülegü till sitt kärnområde i östra Iran och var under återstoden av sitt liv upptagen av inre stridigheter inom Mongolväldet. Hülegüs äldre bror Kublai blev ny storkhan och deras kusin Berke, khan över Kipchakkhanatet och konvertit till islam, hamnade i krig med Hülegü över plundrandet av Bagdad.
Mamlukerna pressade Mongolväldets gränser tillbaka från Syrien till floden Tigris och trots fåfänga försök från Hülegü att återvinna de förlorade territorierna, exempelvis genom en föreslagen allians med Europas kristna riken, nådde de aldrig lika långt igen. År 1263 försökte Hülegü invadera Kaukasus i ett försök att slå till mot Berke men misslyckades. Detta innebar det definitiva slutet på det enade Mongolväldet. Hülegü khan dog år 1265 och begravdes på den största ön i Urmiasjön. Han efterträddes av sin son Abaqa som khan av Il-khanatet.